# Телефонный план нумерации Лихтенштейна
Телефонный план нумерации Лихтенштейна — диапазоны телефонных номеров, выделяемых различным пользователям телефонной сети общего пользования в Лихтенштейне. Ранее Княжество использовало телефонный план нумерации Швейцарии (+41) с кодом города 075. (Этот номер набирался как +41 75 за пределами Швейцарии и Лихтенштейна). Однако 5 апреля 1999 года Лихтенштейн принял свой собственный международный код +423. Следовательно, звонки из Швейцарии теперь требуют международного набора номера с использованием префикса 00423 и семизначного номера.
| Начальная цифра (ы) | Количество цифр | Услуги                                                        |
| ------------------- | --------------- | ------------------------------------------------------------- |
| 1                   | 3-4             | Коды доступа                                                  |
| 2                   | 7               | Услуги фиксированной связи                                    |
| 3                   | 7               | Услуги фиксированной связи                                    |
| 4                   | 7               | зарезервировано                                               |
| 5                   | 9               | зарезервировано                                               |
| 60-68               | 9               | Международные услуги мобильной связи                          |
| 69                  | 9               | Услуги голосовой почты для национальных служб мобильной связи |
| 7                   | 7               | Национальные службы мобильной связи                           |
| 80                  | 7               | Специальные услуги: бесплатные услуги                         |
| 81-83               | 7               | Специальные службы (зарезервированы)                          |
| 84                  | 7               | Специальные услуги: услуги по разделенной стоимости           |
| 85-86               | 7               | Специальные службы (зарезервированы)                          |
| 87                  | 7               | Специальные услуги: услуги с фиксированной стоимостью         |
| 88                  | 7               | Специальные службы (зарезервированы)                          |
| 89                  | 7               | Специальные услуги: услуги по набору личных номеров           |
| 900                 | 7               | Услуги премиум-класса: Бизнес, маркетинг                      |
| 901                 | 7               | Услуги премиум-класса: развлечения, игры, обратный звонок     |
| 902-905             | 7               | Услуги премиум-класса (зарезервированы)                       |
| 906                 | 7               | Услуги премиум-класса: развлечения для взрослых               |
| 907-999             | 7               | Услуги премиум-класса (зарезервированы)                       |